# Гагарінський район (Смоленська область)
Гага́рінський райо́н (рос. Гагаринский район) або Гжа́тський райо́н (біл. тарашк. Гжацкі раён) — адміністративно-територіальна одиниця і муніципальне утворення (муніципальний район) на північному сході Смоленської області.
Адміністративний центр — місто Гагарін/Гжатськ, 26 100 жителів (2009).

## Географія
Територіально район межує: на півночі з Тверською областю, на північному заході з Сичовським районом, на заході з Новодугинським районом, на південному заході з Вяземським районом, на півдні з  Тьомкинським районом, на сході із Московською областю. Площа району — 2904 км².
На території району знаходиться крайня східна точка Смоленської області (4 км на схід від села Запрудне) 55°35′39″ пн. ш. 35°23′19″ сх. д. / 55.59417° пн. ш. 35.38861° сх. д.. Більшу частину району займають Гжатсько-Рузська і Гжатсько-Протвінська височина. На заході розташована Гжатсько-Вазузька (Сичовська) низина. У межах території знаходиться велика частина найбільшого в області  Вазузького водосховища та Яузького водосховища, що входять до складу Вазузької гідросистеми.
По території району протікають річки Гжать, Яуза, Олеля, Петрівка. У межах району знаходиться частина верхньої течії річки  Москва. Ґрунти в районі дерново-середньо- і сільноподзолістими ґрунтами на моренах, по схилах — дерново-сильно- і середнєпідзолісті на лесовидних суглинках, в низовинах — дерново-сільнопідзолісті з плямами дерново-підзолистих глейових. Ліси займають 42,2 % території.

## Історія
Гжатський повіт було вперше утворено 1775 року і існував до 1929 року. 1929 року було утворено Гжатський район, що складався з територій колишніх Гжатського, Вяземського і Сичовського повітів. 1968 року район перейменували на Гагарінський.

## Населення
Чисельність населення району — 41,295 тис. чоловік (2009). Сільське населення (15 195 чоловік) проживає в 15 сільських поселеннях.

## Муніципальний устрій
Територію  муніципального району утворюють території таких  муніципальних утворень, що входять до його складу:
| Муніципальне утворення              | Чисельність населення, осіб | Площа, км² | Адміністративний центр |
| ----------------------------------- | --------------------------- | ---------- | ---------------------- |
| Гагарінське міське поселення        | 26,1 тис.                   | 14,46      | місто Гагарін          |
| Акатовське сільське поселення       | 1,43 тис.                   | 300,0      | село Акатово           |
| Ашковське сільське поселення        | 1,91 тис.                   | 70,0       | село Ашково            |
| Баскаковське сільське поселення     | 0,62 тис.                   | 90,0       | село Баскаково         |
| Гагарінське сільське поселення      | 0,74 тис.                   | 200,0      | село Клушино           |
| Єльнинське сільське поселення       | 0,57 тис.                   | 358,11     | село Єльня             |
| Кармановське сільське поселення     | 2,89 тис.                   | 780,0      | село Карманово         |
| Мальцевське сільське поселення      | 0,41 тис.                   | 140,0      | село Мальцево          |
| Нікольське сільське поселення       | 2,36 тис.                   | 150,0      | село Нікольське        |
| Покровське сільське поселення       | 0,67 тис.                   | 160,0      | село Покров            |
| Потаповське сільське поселення      | 0,80 тис.                   | 90,0       | село Потапово          |
| Пречистенське сільське поселення    | 1,26 тис.                   | 130,0      | село Пречисте          |
| Родомановське сільське поселення    | 1,33 тис.                   | 240,0      | село Родоманово        |
| Самуйловське сільське поселення     | 0,62 тис.                   | 100,0      | село Самуйлово         |
| Серго-Івановське сільське поселення | 1,31 тис.                   | 130,0      | село Серго-Івановське  |
| Токарєвське сільське поселення      | 1,04 тис.                   | 100,0      | село Токарєво          |